# Anthophorula micheneri
Anthophorula micheneri är en biart som först beskrevs av Timberlake 1947. Den ingår i släktet Anthophorula och familjen långtungebin. Inga underarter finns listade i Catalogue of Life.

## Beskrivning
Arten är övervägande svart; hanen har dock blekgula markeringar på överläpp (labrum) och munsköld (clypeus). Behåringen är blekgul till vit. Honan har en täthårig pollenkorg på baklåren. Honans kroppslängd är omkring 6,5 mm, hanens omkring 5 mm.

## Ekologi
Anthophorula micheneri är solitär, varje hona sörjer för sin avkomma. Det förekommer emellertid att flera honor delar på samma bo. Bona är underjordiska, och varje larvcell är klädd med ett vaxartat material.
Arten är specialiserad på snyltrotsväxter som Agalinis purpurea och Agalinis tenuifolia. Den har dock även observerats på släktet Stenandrium bland akantusväxterna. Den är aktiv i oktober.

## Utbredning
Arten förekommer i Mississippi, USA.